# مقياس الزلازل

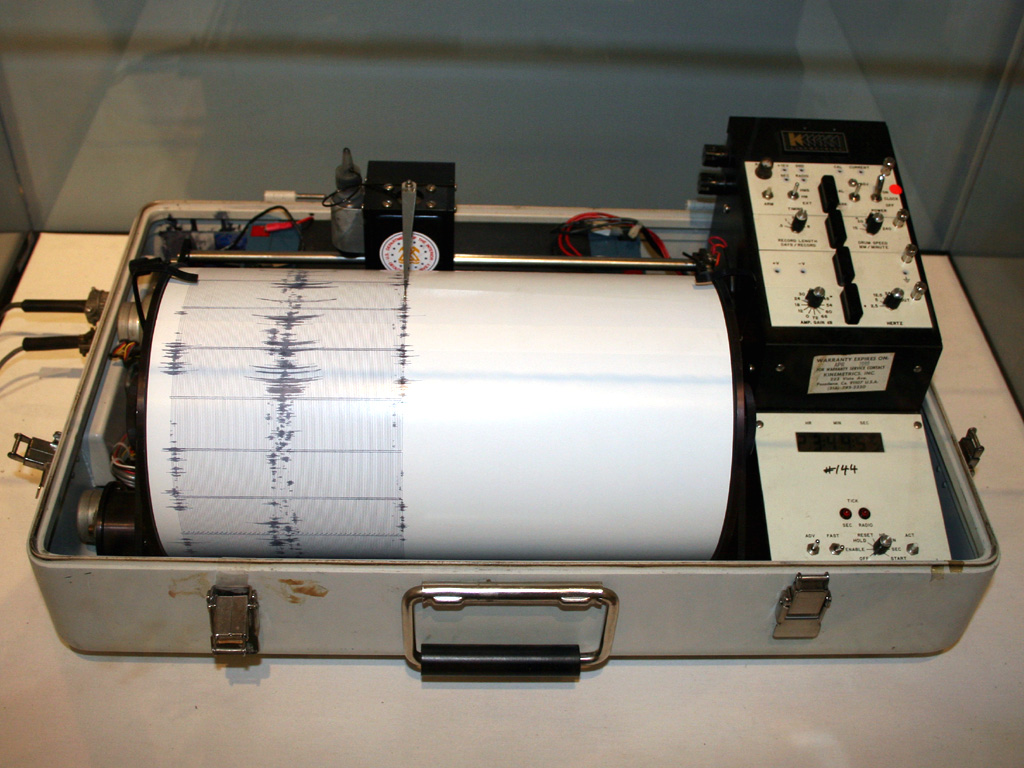

مقياس الزلازل أو مقياس الزلزلة أو المِرْجَفَة أو المِرْجَاف أو السيزمومتر هو جهاز يستعمل في رصد وتسجيل الموجات الزلزالية وقد قامت فكرة عمل مقياس الزلازل الذي استخدم قديما في عملية تسجيل الزلزال على نفس فكرة عمل النوّاس البسيط. و مقياس الزلزال هو ريختر و هو أشهر مقاييس الزلزال والذي يصنف الزلزال علي حسب قوه تدميره حيث كان يثبت بطرف الكتلة قلم أو مؤشر يتحرك بحركتها، وعند الطرف الآخر للمؤشر توجد أسطوانة عليها ورقة، وتدور الأسطوانة بسرعة متناسبة، وعند حركة الكتلة أثناء الزلزال يرسم المؤشر خط متعرج ممثل لحركة الأرض. اختُرِعت هذه الآلة من قبل العالم الأمريكي تشارلز فرانسيس ريختر عام 1953.
علماء رصد الزلازل وقياسها، يستخدمون نموذجين لجهازين أساسين لرصد الزلازل، أحدهما يقيس الحركات الأفقية للأرض عند اهتزازها، مثل جهاز السيسموغراف، والآخر يقيس الاهتزازات الرأسية. وكلا الجهازين يعملان على مبدأ القصور الذاتي، كما يصفه قانون نيوتن الأول، والذي ينص على أن الأجسام الساكنة تظل ساكنة والاجسام المتحركة تظل متحركة على خط مستقيم وبسرعة ثابتة ما لم تؤثر عليها قوة خارجية.
خلال الزلزال فإن الذبذبات أو الموجات الزلزالية تجعل إطار جهاز السيزموغراف يهتز أو يتموج بنفس شكل الموجات الزلزالية المؤثرة عليه.
أما السيزموغراف الرقمي فإنه يُظهر أشكال الموجات الزلزالية على شاشة رقمية بدلاً من أسطوانة الورق. بينما يبقى القلم المثبت اسفل البندول ثابتا على الورقة المثبتة على الاسطوانة التي تدور حول نفسها ببطء، وينتج عن ذلك رسم بياني يُظهر شكل موجات الزلزال وشدتها.

## مبدأ العمل
مسجل الزلازل هو عبارة عن آلة تقوم بتسجيل الزلزال ثم يحول هذا الجهاز الهزات الأرضية إلى إشارات كهربائية وهي إشارات تسجل وتحلل من طرف الحاسوب وهو مكون من
1. المستقبِل.
2. المكبر.
3. مسجل الاهتزازات.